# Ґалвестонський ураган 1915 року
Ґалвестонський ураган 1915 року (англ. 1915 Galveston Hurricane) — руйнівний тропічний циклон, що обрушився на Підвітряні острови, Гаїті, Кубу і Техас в середині серпня 1915 року. Ураган завдав удару по місту Ґалвестон, Техас через 15 років після катастрофічного урагану 1900 року, де викликаний ним штормовий приплив і хвилі, що досягали 6,4 м заввишки, були стримані новою захисною дамбою, але розмили пляж міста, змивши 100-метрову піскову смугу та лишивши тільки вузький бар. Цей тропічний циклон викликав значні руйнування на своєму шляху, вбивши 275—400 осіб та спричинивши збитків на 50 млн доларів США (за цінами 1915 року).